# Rimba Star FC
Der Rimba Star Football Club, auch bekannt als RSFC, ist ein bruneiischer Fußballverein aus Kampong Rimba. Aktuell, Stand Juni 2025, spielt der Verein in höchsten Liga des Landes, der Brunei Super League.

## Stadion
Seine Heimspiele trägt der Verein im Tutong Sports Complex in Tutong aus. Das Stadion hat ein Fassungsvermögen von 1500 Personen.

## Saisonplatzierung
| Saison  | Liga                  | Liga  | Liga                                          | Liga                                          | Liga                                          | Liga                                          | Liga                                          | Liga                                          | Liga                                          | Pokal                                         | Pokal |
| Saison  | Liga                  | Level | Spiele                                        | S                                             | U                                             | N                                             | Tore                                          | Punkte                                        | Position                                      | Brunei FA Cup                                 |       |
| ------- | --------------------- | ----- | --------------------------------------------- | --------------------------------------------- | --------------------------------------------- | --------------------------------------------- | --------------------------------------------- | --------------------------------------------- | --------------------------------------------- | --------------------------------------------- | ----- |
| 2014    | Brunei Premier League | 2     | 7                                             | 0                                             | 0                                             | 7                                             | 7:27                                          | 0                                             | 8.                                            |                                               |       |
| 2015    | Brunei Premier League | 2     | 10                                            | 2                                             | 3                                             | 5                                             | 15:20                                         | 9                                             | 9.                                            |                                               |       |
| 2016    | Brunei Premier League | 2     | 9                                             | 3                                             | 2                                             | 4                                             | 23:16                                         | 11                                            | 6.                                            | 3. Runde                                      |       |
| 2017/18 | Brunei Premier League | 2     | 7                                             | 3                                             | 0                                             | 4                                             | 13:23                                         | 9                                             | 6.                                            | 1. Runde                                      |       |
| 2018/19 | Brunei Premier League | 2     | 7                                             | 0                                             | 1                                             | 6                                             | 3:28                                          | 1                                             | 8.                                            | Achtelfinale                                  |       |
| 2020    | Brunei Super League   | 1     | Abbruch wegen der COVID-19-Pandemie in Brunei | Abbruch wegen der COVID-19-Pandemie in Brunei | Abbruch wegen der COVID-19-Pandemie in Brunei | Abbruch wegen der COVID-19-Pandemie in Brunei | Abbruch wegen der COVID-19-Pandemie in Brunei | Abbruch wegen der COVID-19-Pandemie in Brunei | Abbruch wegen der COVID-19-Pandemie in Brunei | Abbruch wegen der COVID-19-Pandemie in Brunei |       |
| 2021    | Brunei Super League   | 1     | Abbruch wegen der COVID-19-Pandemie in Brunei | Abbruch wegen der COVID-19-Pandemie in Brunei | Abbruch wegen der COVID-19-Pandemie in Brunei | Abbruch wegen der COVID-19-Pandemie in Brunei | Abbruch wegen der COVID-19-Pandemie in Brunei | Abbruch wegen der COVID-19-Pandemie in Brunei | Abbruch wegen der COVID-19-Pandemie in Brunei | Abbruch wegen der COVID-19-Pandemie in Brunei |       |
| 2022    | Brunei Super League   | 1     | Keine Austragung                              | Keine Austragung                              | Keine Austragung                              | Keine Austragung                              | Keine Austragung                              | Keine Austragung                              | Keine Austragung                              | Achtelfinale                                  |       |
| 2023    | Brunei Super League   | 1     | 16                                            | 6                                             | 0                                             | 10                                            | 28:29                                         | 18                                            | 10.                                           | Keine Austragung                              |       |
| 2024/25 | Brunei Super League   | 1     | 13                                            | 5                                             | 1                                             | 7                                             | 23:46                                         | 16                                            | 8.                                            | Gruppenphase                                  |       |